# Tsuchiya (Klan)

Wappen der Tsuchiya
(Drei aufgestellte Steine)

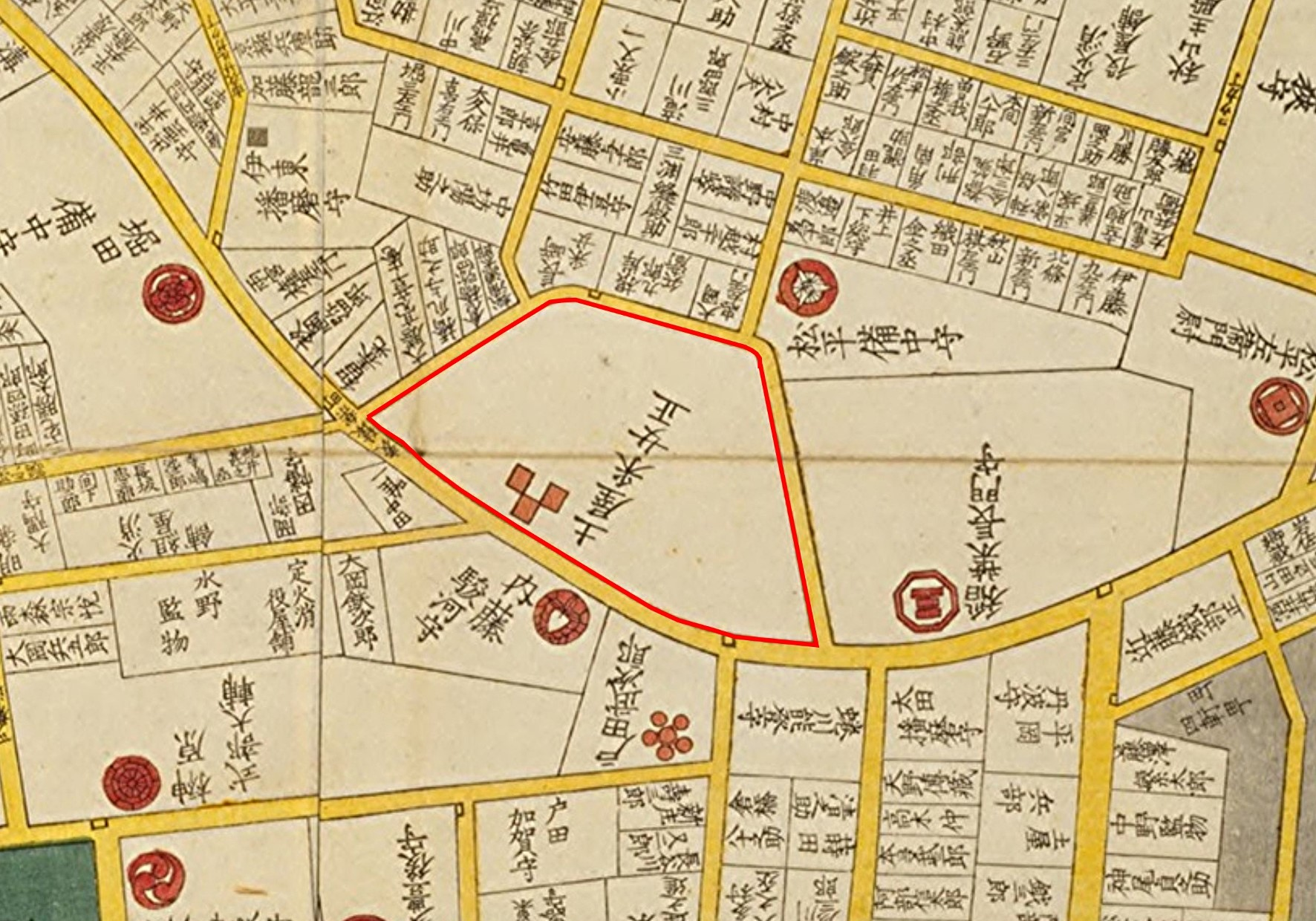
Tsuchiya-Residenz in Edo (Kanda)

Die Tsuchiya (japanisch 土屋氏, Tsuchiya-shi) waren eine Familie des japanischen Schwertadels (Buke), die sich von den Kammu-Taira ableitete. Mit einem Einkommen von 90.000 Koku gehörten die zuletzt in Tsuchiura (Präfektur Ibaraki) residierenden Tsuchiya zu den größeren Fudai-Daimyō der Edo-Zeit.

## Genealogie
- Tadanao (1585–1612) wurde 1602 von Tokugawa Ieyasu zum Daimyō ernannt.

Die Familie residierte nacheinander in Kururi (Provinz Kazusa), ab 1669 in Tsuchiura (Hitachi), ab 1681 in Tanaka (Suruga) und ab 1688 bis 1868 wieder in Tsuchiura mit 90.000 Koku. Letzter Daimyō war
- Shigenao (挙直, 1852–1892). Nach 1868 Vizegraf.